# Fernando Coutinho
D. Fernando Coutinho (Montemor-o-Velho, cerca de 1465 — Ferragudo, 16 de Maio de 1538) foi um prelado católico português, que se opôs à conversão forçada ao catolicismo dos judeus portugueses, decretada por D. Manuel I.
Foi bispo de Lamego de 1493 até 1502 e depois bispo de Silves e do Algarve, de 1502 até falecer, em 1538.

## Biografia
Em 1488, um documento papal refere-o como estudante na Universidade de Pisa onde se doutorou em leis civis e leis canónicas.

### Carreira religiosa e política
Sendo prior da igreja do Salvador da vila de Montemor-o-Velho, veio para Dom Prior da Colegiada de Nossa Senhora da Oliveira, de Guimarães, pelos anos de 1488, reinando el-rei D. João II de Portugal.
A seguir foi nomeado regedor das justiças na Casa da Suplicação, depois feito bispo de Lamego, em 1492.
Fez parte da embaixada que este rei enviou a Roma, em 1493, para negociar com o papa Alexandre VI soluções para as contendas existentes entre as coroas ibéricas e que levaram à assinatura do Tratado de Tordesilhas em 1494. 
Depois foi bispo do Algarve (1502-1538), e escritor e intelectual de relevo. 
A sua nobre ação  teria dado origem ao topónimo Aldeia do Bispo (hoje, Vila do Bispo). Essa é uma afirmação comum, mas que parece ser desmentida por vários documentos régios que confirmam a existência da Aldeia do Bispo desde pelo menos 1329
Uma possibilidade para explicar o que efetivamente se passou é a seguinte: o bispo D. Fernando Coutinho recebeu de D. Manuel I, por ocasião de uma visita do soberano ao Algarve, a doação da Aldeia de Santa Maria do Cabo (em troca de uma tapada de caça, na região, que era propriedade de D. Fernando Coutinho), e depois integrou-a no perímetro da Aldeia do Bispo.
Essa a razão pela qual o 2.º conde de São Lourenço, jure uxoris, Martim Afonso de Melo - por ser casado com D. Madalena da Silva, condessa de São Lourenço por direito próprio e trineta do bispo D. Fernando Coutinho - pôde solicitar ao rei D. Afondo VI o senhorio de Aldeia do Bispo, que lhe foi concedido, mas com a condição de que a mesma fosse elevada a Vila com autonomia própria, pelo que passou a chamar-se Vila do Bispo.
Mais tarde, D. Fernando Coutinho daria origem à freguesia de Sagres, desanexando-a daquela aldeia, actual Vila do Bispo, no ano de 1519.

### Oposição à conversão forçada dos judeus portugueses em 1496
Como defensor da tolerância religiosa, e na sua qualidade de bispo de Lamego e membro do conselho régio, opôs-se corajosamente em 1496 à conversão forçada de judeus e árabes. Escreveu que tanto ele como outros magistrados de sua confiança costumavam absolver os culpados por cripto-judaísmo e cripto-muçulmanismo, não considerando válido o baptismo, para conversão deles em cristãos novos, que tinham recebido contra vontade.
Num texto que escreveu em latim, descreveu as terríveis cenas de conversão forçada que testemunhara, nos seguintes termos:
"Testemunhei com os meus próprios olhos como os judeus eram arrastados pelos cabelos até às fontes baptismais; como um pai, com a cabeça coberta [por um xaile de oração] em sinal da sua intensa dor e com o coração partido, foi até à fonte baptismal acompanhado do seu filho, protestando e invocando Deus como testemunha de que desejavam morrer de acordo com a Lei de Moisés."
D. Fernando Coutinho escreveu também que a medida de conversão forçada dos judeus portugueses, decidida por D. Manuel I, não teve o apoio unânime do conselho régio.

### Falecimento

Sepultura, com epitáfio e brasão, de D. Fernando Coutinho, na Sé de Silves

Faleceu no Algarve, em Ferragudo, a 16 de Maio de 1538, estando sepultado na Sé de Silves. 
A sua sepultura encontra-se na capela mor da sua Sé, no chão, da parte do evangelho, e sobre a lápide está um epitáfio, assim transcrito por Anselmo Braamcamp Freire, no dia 21 de Outubro de 1897:
A q u i  jaz dom f e r nã d o C o v t i n h o f° de joam da Silva e de dona branca Coutinho bpº que foi neste bspado dos alguarves falleceu a xbj de maio faleceo em ferragudo era M xxxviij 
Mandou construir o convento e o primeiro farol que existiu no Cabo de São Vicente, Sagres, assim como algumas casas de habitação, no mesmo lugar, onde por vezes residia. 
Usou um brasão com as armas das famílias Silva, Coutinho e Cunha, que se encontra também na sua sepultura.

## Dados familiares e pessoais
Era filho de João da Silva, 4º senhor de Vagos e de sua mulher Branca Coutinho, filha de Fernão Coutinho e de sua mulher Maria da Cunha, 3.ª senhora de Basto.
Em 1504 teve uma aventura de amor, com Isabel Vilarinho Caldeira, da qual resultou grande escândalo, que o forçaria a renunciar à regedoria das justiças. Dessa relação amorosa nasceu D. Isabel da Silva, que mais tarde casou com o seu primo como sobrinho, Rui Pereira da Silva, alcaide-mor de Silves (neto do 5.º senhor de Vagos, que era irmão do bispo D. Fernando), com descendência.
Por volta do ano de 1519, D. Fernando Coutinho criou o morgadio de Santo António dos Casais de Monchique. O objetivo da instituição desse vínculo era garantir o casamento da sua filha, D. Isabel da Silva, e os bens vinculados serviram assim de dote para o acima referido enlaçe matrimonial de D. Isabel com o alcaide mor de Silves.
Segundo o autor Jacinto Peres, D. Fernando teria sido um libertino; pois, apesar de ser Bispo, teria deixado vários filhos de várias mulheres, 6 pelo menos. A sua licenciosidade foi revelada a D. Manuel I por Duarte Morais, um moço de câmara de origem algarvia. D. Manuel, cioso da sua imagem de soberano casto e zelador da moral da sua corte, forçou D. Fernando Coutinho a renunciar à regedoria das justiças, que o Bispo delegou assim em seu irmão, Aires da Silva
Não restam porém dúvidas sobre a grande dedicação do bispo D. Fernando a sua filha Isabel, pois a seu favor constituiu não apenas o acima referido morgadio em Monchique, como também para ela comprou (a Henrique Moniz) a  alcaidaria-mor de Silves, que entraria no dote do seu casamento com Rui Pereira da Silva, passando assim este a exercer o cargo hereditário de alcaide-mor da cidade.